# Primo assedio di Saragozza

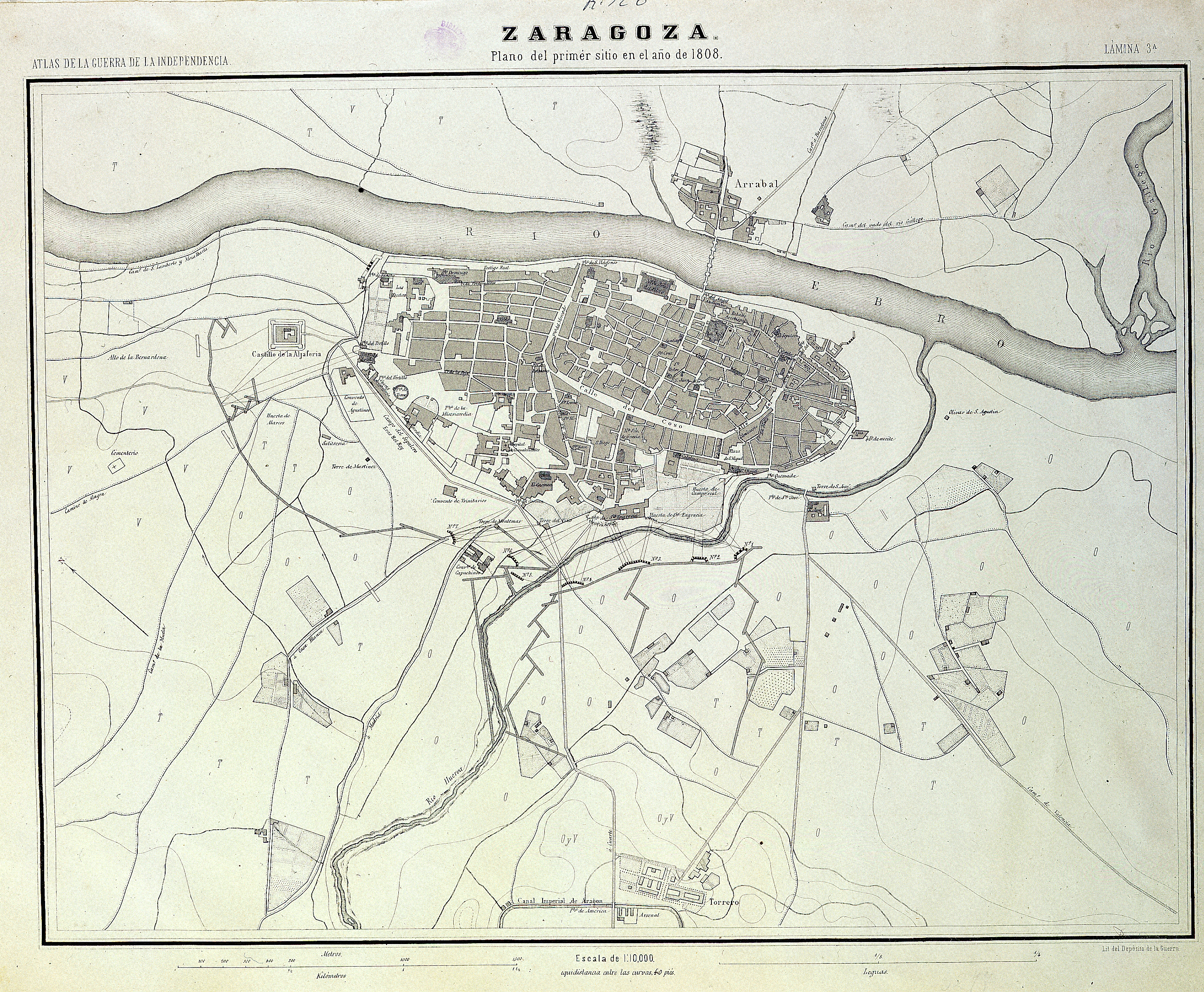
Mappa (1868) del primo assedio di Saragozza

Il primo assedio di Saragozza fu una sanguinosa battaglia combattuta all'interno della guerra d'indipendenza spagnola (1807–1814). Un esercito francese, guidato prima dal generale Lefebvre-Desnouettes e poi dal generale Jean-Antoine Verdier, assediò la città spagnola di Saragozza nell'estate del 1808, e ne fu respinto.

## Contesto storico
Quando ebbe luogo in Spagna la rivolta del due di maggio nel 1808, Napoleone Bonaparte la scambiò inizialmente per una serie di insurrezioni isolate ed inviò alcune colonne a sedarle. Nella Spagna nordorientale il maresciallo Bessières incaricò il generale Lefebvre-Desnouettes di sedare la rivolta in Aragona. La sua colonna comprendeva 5000 fanti e 1 000 unità di cavalleria, oltre a due batterie di artiglieria. Lefebvre scoprì presto che la rivolta era molto più estesa di quanto si pensasse.
Gli spagnoli erano guidati dal generale José de Palafox, secondogenito di una famiglia aristocratica spagnola. In quello stesso maggio fu nominato capitano-generale. Riuscì a riunire una forza di 7500 soldati, ma pagava la loro scarsa esperienza, con soli 300 esperti cavalieri e pochi artiglieri.
Palafox tentò di fermare i francesi prima che raggiungessero Saragozza. Il suo fratello maggiore, il marchese di Lazan, tentò di fermarli a Tudela l'8 giugno 1808, ed a Mallen il 13 giugno 1808. Palafax inviò 6000 uomini ma fu sconfitto ad Alagon il 14 giugno 1808, venendo ferito egli stesso. I pochi spagnoli rimasti si barricarono all'interno di Saragozza.

## L'assedio
Saragozza era protetta da due mura medievali e da due fiumi, l'Ebro a nordest e l'Huerva a sud. Il lato occidentale era esposto agli attacchi. La forza della città stava nel suo labirinto di edifici, divisi da strette vie facilmente barricabili.
Lefebvre giunse a Saragozza il 15 giugno 1808. In quel periodo era numericamente sovrastato dagli spagnoli, che contavano 11 000 unità, anche se solo la metà di loro aveva esperienze in battaglia dovute alla sconfitta di Alagon.
Il giorno seguente Lefebvre assaltò il muro occidentale aspettandosi un veloce collasso degli spagnoli.
Durante il primo assalto i francesi aprirono una breccia nel muro occidentale, e la loro cavalleria polacca entrò dalla porta di Santa Engracia senza però entrare in città, e fu costretta alla ritirata. I francesi subirono 700 caduti in questo primo assalto.
Palafox non era presente quel giorno. Aveva abbandonato la città per cercare truppe aggiuntive in Alta Aragon ed attaccare le linee di comunicazione di Lefebvre. Palafox riunì 5 000 persone ma fu sconfitto nella battaglia di Épila il 23–24 giugno 1808, giungendo a Saragozza con soli 1000 uomini.
Ai francesi si unirono i 3000 soldati del generale Jean-Antoine Verdier, giunti il 26 giugno 1808. Essendo Verdier più anziano di Lefebvre, assunse il comando di tutte le truppe. Arrivarono altri rinforzi, tra cui l'artiglieria da assedio.
Il 28 giugno 1808 Verdier attaccò Monte Terrero sulla riva meridionale del fiume Huerva. Monte Terrero era una collina che dominava la parte meridionale di Saragozza, e che avrebbe potuto essere fortemente fortificata (anche se in quel momento non lo era). La collina fu conquistata con facilità e il comandante spagnolo, il colonnello Vincento Falco, fu condannato dalla corte marziale e fucilato.
Con Monte Terrero nelle sue mani, Verdier era in grado di usarla come base per la propria artiglieria. A partire dalla mezzanotte del 30 giugno 1808 trenta cannoni da assedio, quattro mortai e dodici obici aprirono il fuoco contro Saragozza.
Il secondo assalto fu operato dai francesi il 2 luglio 1808, con il doppio degli uomini del primo. Nonostante le installazioni difensive di Saragozza fossero state gravemente danneggiate dal bombardamento, le barricate erano ancora intatte e Palafox era tornato al comando.

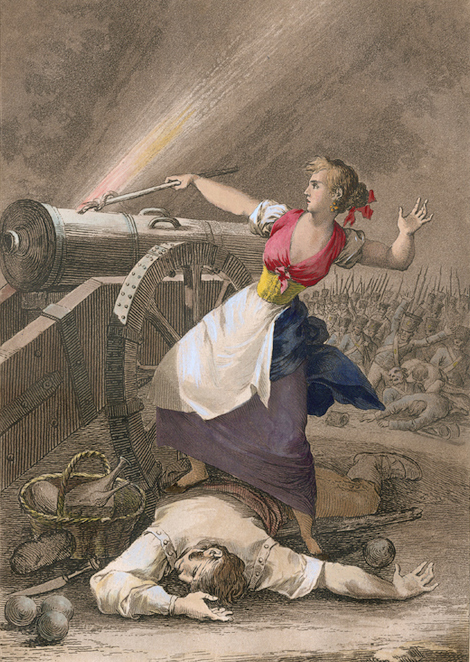
Agostina d'Aragona a Saragozza

I francesi entrarono in città in numerosi punti, ma non riuscirono ad avanzare e furono di nuovo obbligati a ritirarsi. Questo assalto divenne famoso per la storia della "ragazza di Saragozza": Agostina d'Aragona. Il suo amante era un sergente d'artiglieria in servizio presso la porta Portillo. L'intero squadrone del suo cannone era stato ucciso prima di poter sparare l'ultimo colpo. Agostina corse lì, prese dalle mani del suo uomo la torcia accesa, e fece fuoco. I francesi furono colpiti a distanza ravvicinata, e l'attacco fu respinto. Palafox disse di aver personalmente assistito all'evento, e Agostina fu nominata sottotenente.
Durante questo assalto del 2 luglio 1808 i francesi subirono 200 morti e 300 feriti. Verdier decise di non fare ulteriori attacchi e diede inizio all'assedio. Sfortunatamente per lui, non aveva abbastanza uomini per bloccare completamente i rifornimenti, e gli spagnoli riuscirono spesso a portare cibo dalla riva settentrionale dell'Ebro.
Nella seconda metà di luglio i francesi si impegnarono per la conquista dei monasteri Caouchin e Trinitarian di San Jose, ad ovest di Saragozza. I monasteri caddero in mano francese il 24 luglio 1808.
Il 4 agosto i francesi iniziarono un pesante bombardamento d'artiglieria creando varie brecce nelle mura. Alle 14:00 Verdier fece partire un assalto massiccio con tredici battaglioni divisi in tre colonne, ed entrò profondamente in Saragozza. Verdier chiese a Palafox di arrendersi, ma questi rispose "Guerra e coltello".
La sera i francesi avevano conquistato metà della città, ma gli spagnoli contrattaccarono respingendo gli spagnoli, e circondando i pochi rimasti in città.
A questo punto i francesi contavano 462 morti e 1505 feriti. Gli spagnoli avevano più morti e feriti, ma erano ancora superiori in numero.
La battaglia proseguì per numerosi giorni, ma alla fine l'assedio fallì. Il 19 luglio 1808 l'esercito francese guidato da Pierre Dupont de l'Étang fu obbligato ad arrendersi nella battaglia di Bailén, e questo fece capire ad entrambi gli schieramenti che i francesi avrebbero dovuto ritirarsi. Palafox fermò le operazioni offensive, ma Verdier rispose con un bombardamento d'artiglieria sparando tutti i proiettili che non avrebbe potuto portare via.
Alla fine il 14 agosto 1808 Verdier fece esplodere tutte le sue postazioni e si ritirò. Questo segnò la fine del primo assedio di Saragozza.
In totale 3500 francesi morirono durante l'assedio. Gli spagnoli ammisero ai tempi 2000 caduti, anche se 5000 è la cifra più probabile.

## Conseguenze
La resistenza operata da Palafox lo rese un eroe nazionale, gloria condivisa con Agostina d'Aragona e molti altri civili. Saragozza resistette anche ad un secondo assedio, più lungo e famoso, iniziato alla fine di dicembre. Quando infine cadde in mano francese nel 1809, Saragozza era diventata una città di cadaveri e macerie fumanti: erano rimaste solo 12 000 abitanti degli oltre 100 000 presenti all'inizio del 1808.